# Elise Aulinger
Elise Aulinger (* 11. Dezember 1881 in München; † 12. Februar 1965 ebenda) war eine deutsche Volksschauspielerin.

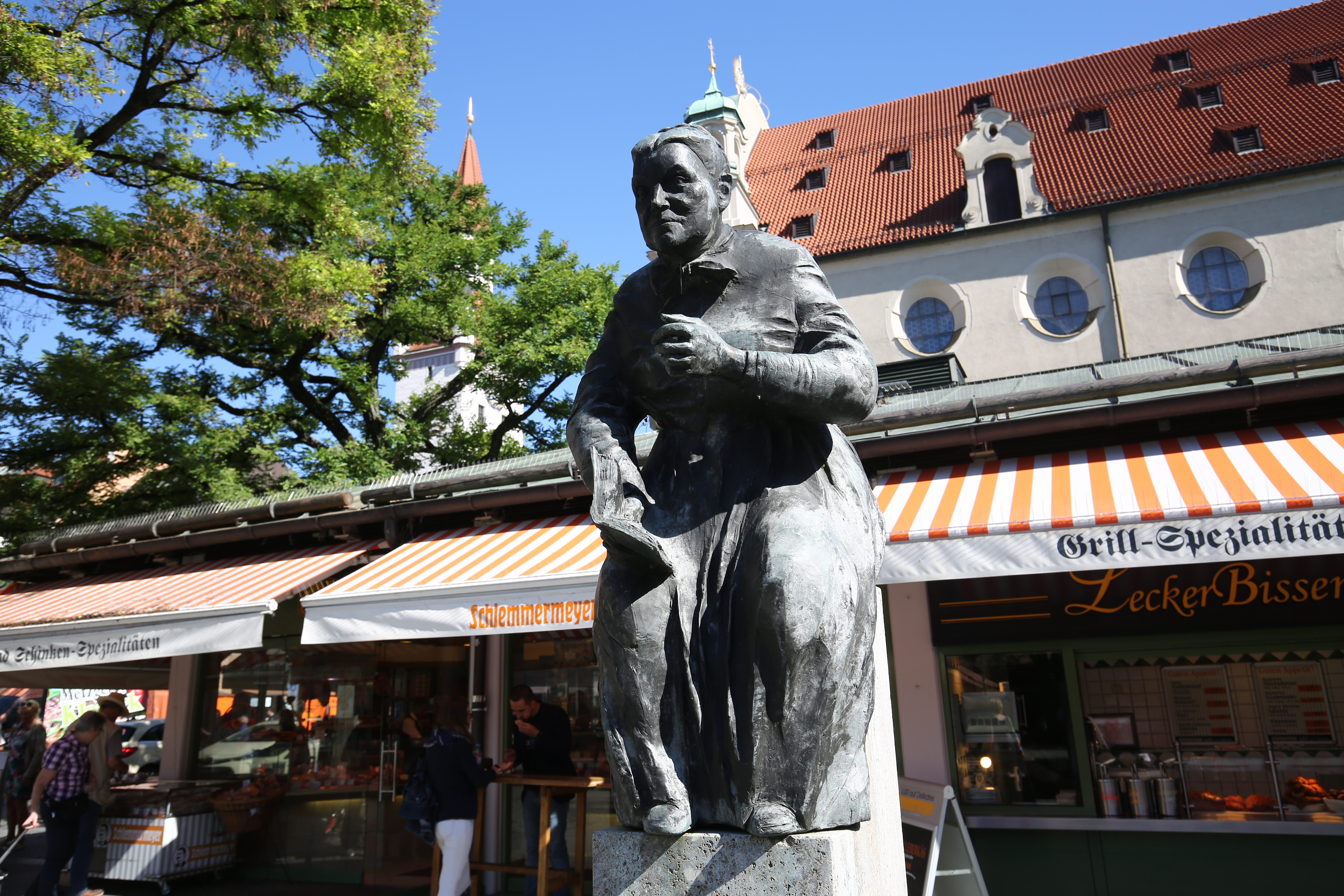
Elise-Aulinger-Brunnen am Viktualienmarkt, Figur von Anton Rückel, 1977

## Leben
Mit 22 Jahren erhielt Aulinger am Münchner Volkstheater ihr erstes Engagement mit der Rolle der Vroni im Volksstück Der Meineidbauer von Ludwig Anzengruber. Später spielte sie in den Münchner Kammerspielen klassische Rollen von Henrik Ibsen und Goethe.
Ihre Tätigkeit für den Rundfunk begann sie 1925 mit der erstmaligen Lesung im Radio von Ludwig Thomas Die Heilige Nacht, womit sie eine bis heute fortbestehende Tradition des Bayerischen Rundfunks begründete. Sie selbst las die Erzählung bis 1960. Elise Aulinger gilt als Erfinderin der Figur der „Ratschkathl“, die sie als Marktfrau „Veronika Wurzl“ nicht nur in der Revue-Operette „Münchner Luft“ verkörperte, sondern auch in ihren auf Schallplatten gepressten und im Radio gesendeten Mundartvorträgen und als Autorin der „Wurzl-Briefe“, die im Münchner Sonntagsanzeiger erschienen. Autor dieser Texte war meist Philipp Weichand.
Ihr Kinodebüt gab Aulinger 1921 in Fest auf Hederlevhuus nach einer Novelle von Theodor Storm. Bis 1956 folgten über 70 weitere Rollen, zumeist im Genre Heimatfilm, darunter auch in Propagandafilmen wie SA-Mann Brand und Wunschkonzert. Sie stand 1944 in der Gottbegnadeten-Liste des Reichsministeriums für Volksaufklärung und Propaganda.
In der Rolle der Haushälterin Marta stand sie 1954 in Roberto Rossellinis Angst (La Paura) nach der gleichnamigen Novelle von Stefan Zweig neben Ingrid Bergman und Klaus Kinski vor der Kamera.
Als einer von nur sechs Münchner Volksschauspielern und -sängern wurde ihr zu Ehren am 23. September 1977 auf dem Viktualienmarkt – ganz in der Nähe ihres Geburtshauses in der Blumenstraße – ein Brunnendenkmal enthüllt. Die Bronzefigur auf dem von Anton Rückel entworfenen Brunnen zeigt sie mit einem Buch in der Hand in lebhafter Erzählposition. Im Stadtbezirk Ramersdorf-Perlach ist eine Straße nach ihr benannt.
Elise Aulinger war mit dem Bühnenautor Max Sommer (alias Max Ferner) verheiratet und war die Tante des Münchner Schriftstellers und Originals Siegfried Sommer. Ihr Sohn war der Schauspieler Fritz Aulinger (1912–1942).
Ihre letzte Ruhe fand sie auf dem Waldfriedhof in München.

## Theaterengagements (Auszug)
- Münchner Volkstheater
- Münchner Kammerspiele

## Tondokumente
Originalvorträge der Münchener Ratschkathl Veronika Wurzel, verfasst von Philipp Weigand, auf Parlophon/Beka:
- 1927: Frau Wurzel stellt sich vor, Parlophon B.6307 (mx. 34 487)
- 1927: Frau Wurzel spricht über Seelenwanderung.  Parlophon B.6307 (mx. 34 488)
- 1927: Frau Wurzel singt Schlager. Parlophon B.6308 (mx. 34 489)
- 1927: Frau Wurzel als seriöse Sängerin. Parlophon B.6308 (mx. 34 492)
- Frau Wurzel als Heilkundige. Parlophon B.6309 (mx. 34 490)
- Frau Wurzel spricht über Schönheitspflege. Parlophon B.6309 (mx. 34 491)

## Filmografie (Auswahl)
- 1921: Ein Fest auf Haderslevhuus
- 1922: Der Favorit der Königin
- 1923: Martin Luther
- 1928: Hinter Klostermauern
- 1933: S.A. Mann Brand
- 1934: Peer Gynt
- 1935: Varieté
- 1935: Er weiß was er will
- 1936: Der Kaiser von Kalifornien
- 1936: Die Jugendsünde
- 1937: IA in Oberbayern
- 1938: Fahrendes Volk
- 1938: Die Pfingstorgel
- 1938: Der Edelweißkönig
- 1939: Drei wunderschöne Tage
- 1939: Der ewige Quell
- 1939: Der Feuerteufel
- 1940: Der Herr im Haus
- 1940: Krambambuli
- 1940: Das sündige Dorf
- 1940: Wunschkonzert
- 1940: Im Schatten des Berges
- 1942: Kleine Residenz
- 1942: Der verkaufte Großvater
- 1943: Man rede mir nicht von Liebe
- 1944: Bravo, kleiner Thomas
- 1949: Diese Nacht vergess ich nie!
- 1949: Madonna in Ketten
- 1950: Der Geigenmacher von Mittenwald
- 1951: Rausch einer Nacht
- 1951: Der letzte Schuß
- 1951: Die Martinsklause
- 1951: Hanna Amon
- 1952: Der eingebildete Kranke
- 1952: Der Herrgottschnitzer von Ammergau
- 1953: Ehestreik
- 1953: Der unsterbliche Lump
- 1954: Das sündige Dorf
- 1954: Angst (La paura)
- 1954: Die goldene Pest
- 1955: Der doppelte Ehemann
- 1955: Der Pfarrer von Kirchfeld
- 1955: Sohn ohne Heimat
- 1955: Eine Frau genügt nicht?
- 1956: IA in Oberbayern
- 1956: Die fröhliche Wallfahrt
- 1956: Die Rosel vom Schwarzwald